# Scooby-Doo et le Fantôme de l'Opéra
Série
Scooby-Doo : Blue Falcon, le retour
(2013) Scooby-Doo et la Folie du catch
(2014)
Pour plus de détails, voir Fiche technique et Distribution.
Scooby-Doo et le Fantôme de l'Opéra (Scooby-Doo! Stage Fright) est un film d'animation américain écrit par Douglas Langdale et réalisé par Victor Cook, sorti directement en vidéo en 2013.
C'est le 21e long métrage de la série de films de Scooby-Doo et le dernier film publié/produit par la société Warner Premiere avant sa disparition.

## Synopsis
Un fantôme sème la panique sur un plateau de télévision. Scooby et ses amis décident d'enquêter sur ce nouveau mystère.

## Fiche technique
- Titre : Scooby-Doo et le Fantôme de l'Opéra
- Titre original : Scooby-Doo! Stage Fright
- Réalisation : Victor Cook
- Scénario : Douglas Langdale d'après une histoire de Candie et Douglas Langdale
- Direction artistique : Eric Semones
- Musique : Robert J. Kral
- Production : Victor Cook
- Sociétés de production : Warner Bros. Animation, Warner Premiere
- Société de distribution : Warner Home Video
- Pays d'origine :  États-Unis
- Langue originale : anglais
- Format : couleur - 16:9 HD
- Genre : Animation, aventure et comédie horrifique
- Durée : 75 minutes
- Dates de sortie :
  - États-Unis : 10 août 2013
  - France : 4 septembre 2013

## Distribution

### Voix originales
- Frank Welker : Scooby-Doo / Fred Jones
- Matthew Lillard : Sammy Rogers
- Grey DeLisle : Daphné Blake
- Mindy Cohn : Véra Dinkley
- Isabella Acres : Emma Gale
- Troy Baker : Phantom / Lance Damon
- Eric Bauza : K.J.
- Jeff Bennett : Mike Gale / Mel Richmond
- Wayne Brady : Brick Pimiento
- Vivica A. Fox : Lotte Lavoie
- Kate Higgins : Meg Gale, Cathy
- Peter MacNicol : Dewey Ottoman
- Candi Milo : Barb Damon
- John O'Hurley : The Great Pauldini
- Cristina Pucelli : Colette
- Kevin Michael Richardson : Security Guard #1 / Hotel Clerk
- Paul Rugg : Steve Trilby
- Tara Sands : Nancy
- Tara Strong : Donna / News Anchor
- Travis Willingham : Waldo
- Ariel Winter : Chrissy Damon

### Voix françaises
- Mathias Kozlowski : Fred Jones
- Éric Missoffe : Sammy Rogers / Scooby-Doo
- Caroline Pascal : Véra Dinkley
- Céline Melloul : Daphné Blake
- Brigitte Virtudes : Lotte Lavoie
- Pierre-François Pistorio : Brick Pimiento
- Pascal Casanova : Mel Richmond
- Pierre Laurent : Steve Trilby
- Marc Perez : Voix additionnelles
- Patricia Legrand : Une fan de Lottie